# Polaris 21
Polaris 21 (Eigenschreibweise POLARIS 21, französisches Akronym von Préparation Opérationnelle en Lutte Aéromaritime, Résilience, Innovation et Supériorité) ist ein französisches Militärmanöver in der Zeit vom 18. November bis zum 3. Dezember 2021. Es war das größte jemals durchgeführte Militärmanöver Frankreichs und dient der Vorbereitung intensiver Kriegsszenarien.
Unter dem Befehl des französischen Admirals Pierre Vandier fand das Manöver im westlichen Mittelmeer und an der Atlantikküste statt. An der Übung beteiligte sich die Hälfte der französischen Marineflotte um den Flugzeugträger Charles de Gaulle herum, wie auch dessen Groupe aéronaval, sowie 6000 französische Soldaten aus allen Sektoren, außerdem der US-amerikanische Zerstörer Porter, sowie Streitkräfte aus Griechenland, Spanien, Italien und dem Vereinigten Königreich.